# Наваф Ат-Тем'ят
Наваф Ат-Тем'ят (араб. نواف التمياط; нар. 28 червня 1976, Ер-Ріяд) — саудівський футболіст, що грав на позиції півзахисника.
Виступав, зокрема, за клуб «Аль-Гіляль», а також національну збірну Саудівської Аравії. Футболіст року в Азії 2000 року.

## Клубна кар'єра
У дорослому футболі дебютував 1993 року виступами за команду клубу «Аль-Гіляль», кольори якої і захищав протягом усієї своєї кар'єри гравця, що тривала цілих сімнадцять років. Більшість часу, проведеного у складі «Аль-Гіляля», був основним гравцем команди. У складі «Аль-Гіляля» був одним з головних бомбардирів команди, маючи середню результативність на рівні 0,49 голу за гру першості.
Протягом цих років п'ять разів вигравав чемпіонат Саудівської Аравії, також перемогав у складі «Аль-Гіляля» у численних національних і регіональних клубних турнірах.

## Виступи за збірну
У 1996 році дебютував в офіційних матчах у складі національної збірної Саудівської Аравії. Протягом кар'єри у національній команді, яка тривала 11 років, провів у формі головної команди країни 58 матчів, забивши 13 голів.
У складі збірної був учасником чемпіонату світу 1998 року у Франції, розіграшу Кубка конфедерацій 1999 року у Мексиці, кубка Азії з футболу 2000 року у Лівані, де разом з командою здобув «срібло», чемпіонату світу 2002 року в Японії і Південній Кореї, чемпіонату світу 2006 року у Німеччині.

## Титули і досягнення
- Чемпіон Саудівської Аравії (5): 1996, 1998, 2002, 2005, 2008
- Срібний призер Кубка Азії: 2000
- Переможець Кубка арабських націй: 1998
- Футболіст року в Азії: 2000